# 坦迪中心地铁

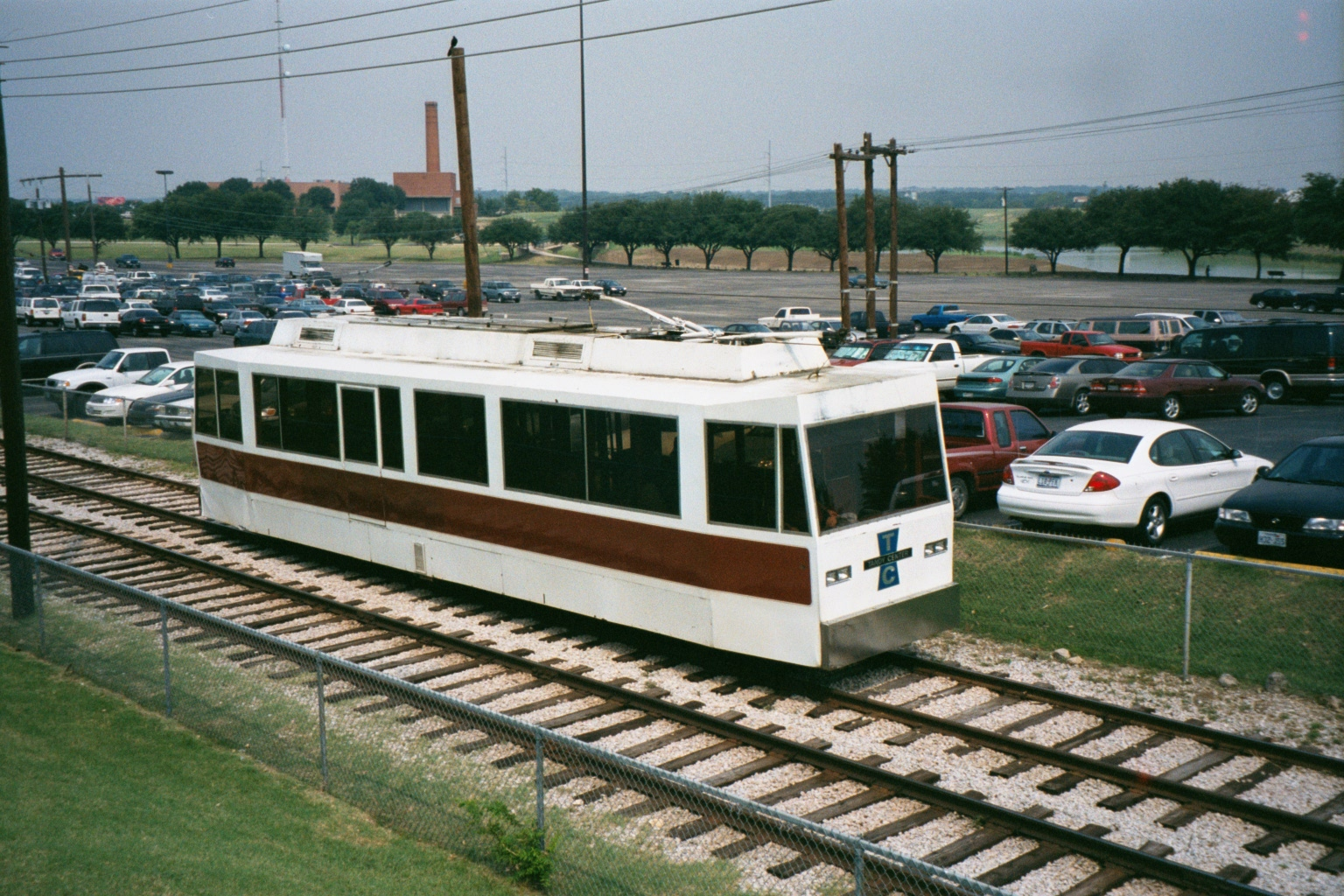
车辆

坦迪中心地铁（英語：Tandy Center Subway）是一条于1963年2月15日至2002年8月30日期间在美国德克萨斯州沃思堡运营的有轨电车线路，总长0.7英里（1.1）。因其部分位于地下，故被称为地铁。在其运营期间，是美国境内唯一一条私有的地铁线路。

## 历史
这条线路最早是由李奥纳多百货商场于1963年所建，连接商场和其位于市中心边缘的大型停车场。建成之初被称为李奥纳多M&O地铁。其中有一个车站位于商场地下，四个位于停车场。坦迪集团后于1967年收购了该商场，也同时买下了这条线路。该集团于1974年时在商场上方兴建了自己的总部大楼。虽然商场已被拆除，集团仍然保留了这条线路。
这条线路主要是服务位于坦迪中心底层的购物中心的顾客的，同时也可供来沃思堡中心图书馆的读者使用。但1995年时，购物中心的主要商户迁出，中心也衰落了，坦迪集团决定改名为 RadioShack，并在停车场原址新建总部大楼，于是该线路于2002年8月30日停止运营。

## 现状
曾在该线路运营使用的车辆中至少有一辆还在麦肯尼大街有轨电车的线路上使用。
1982年8月，自1963年就在这条线路上运营的PCC电车“李奥纳多一号”，被当地一个程序员在被拆除前买下，将其置于沃思堡以南的一家农场里，一放就是25年。如今此车已于2007年捐赠给李奥纳多博物馆。

## 图库

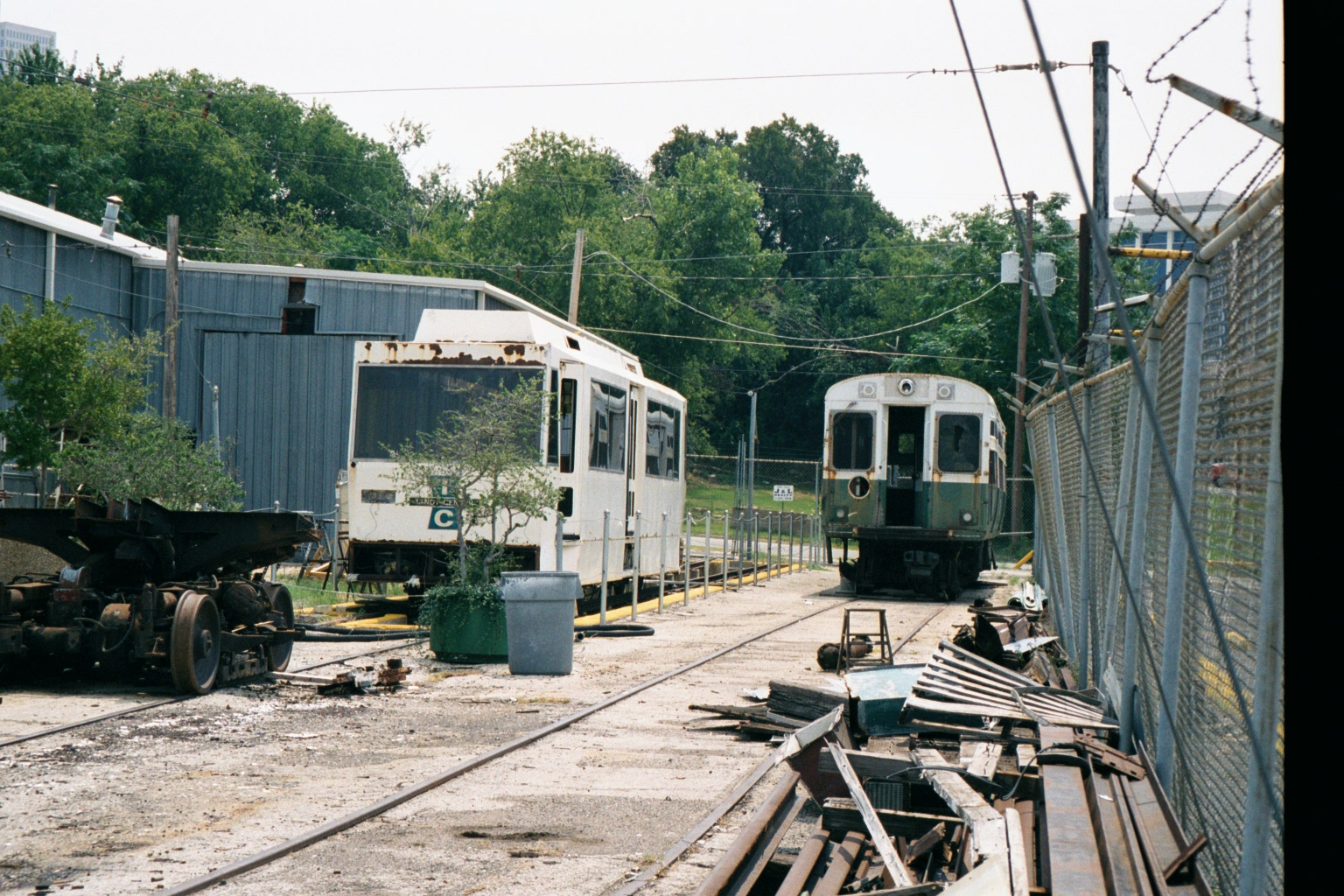
废弃车辆
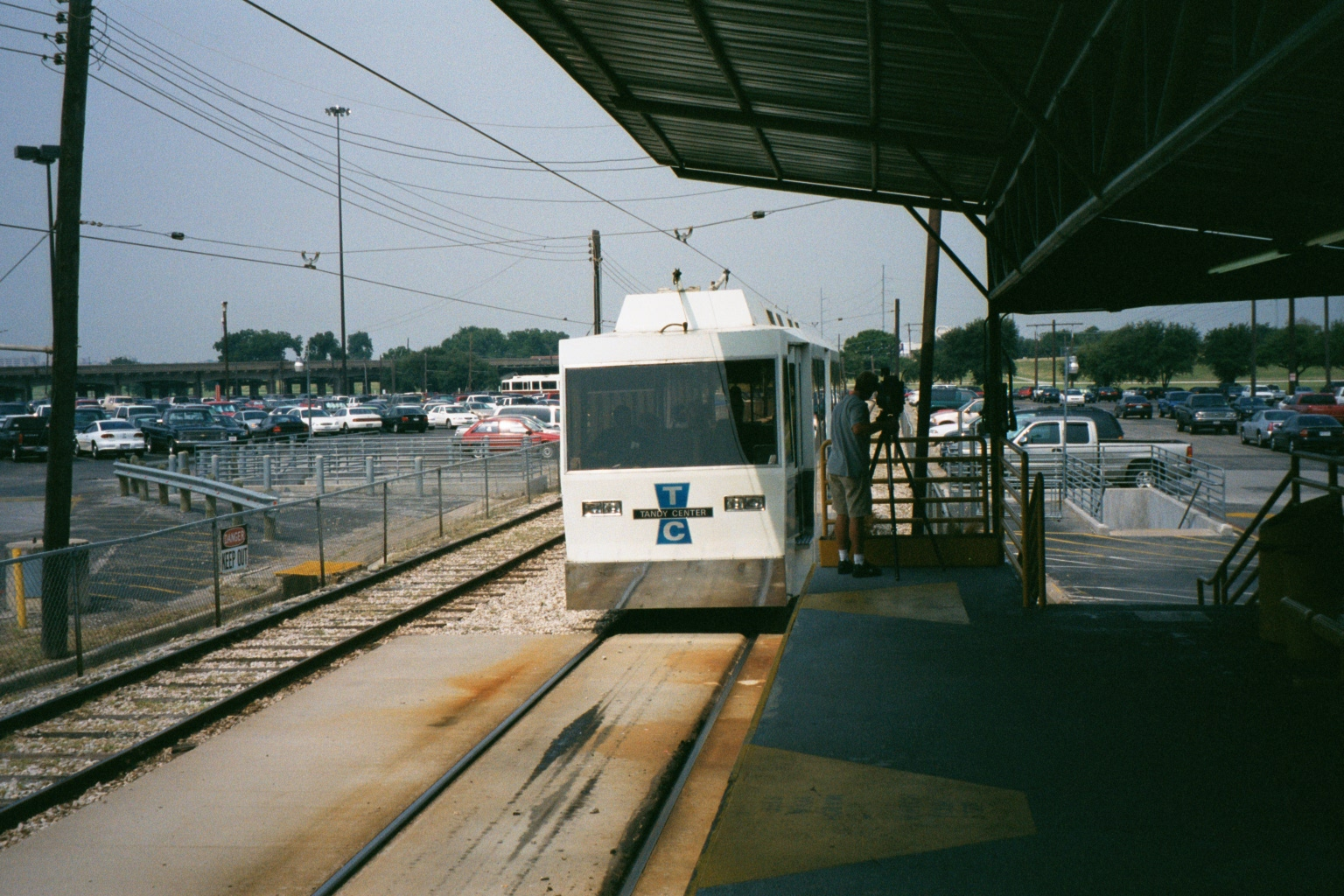
停靠站台的车辆
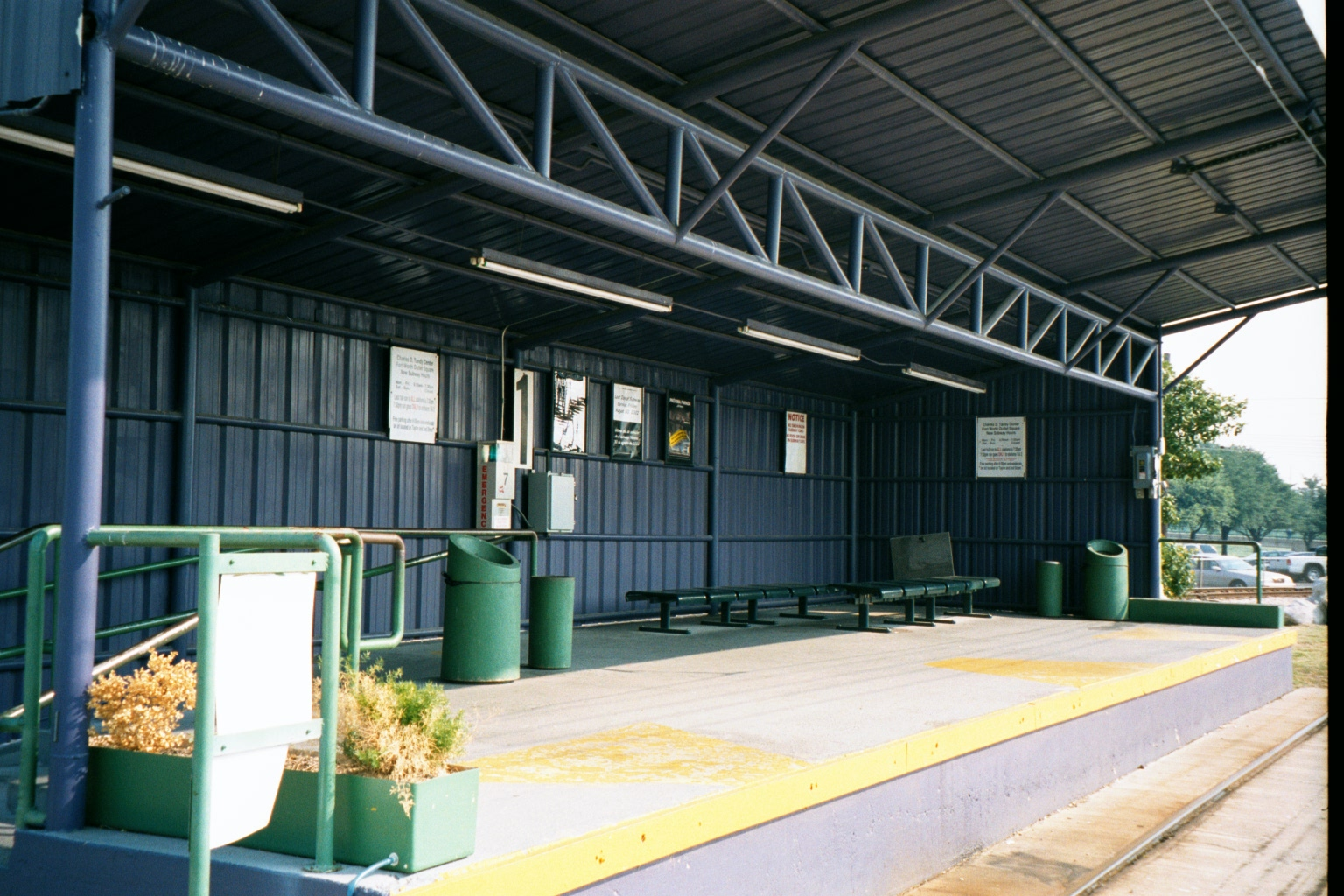
车站
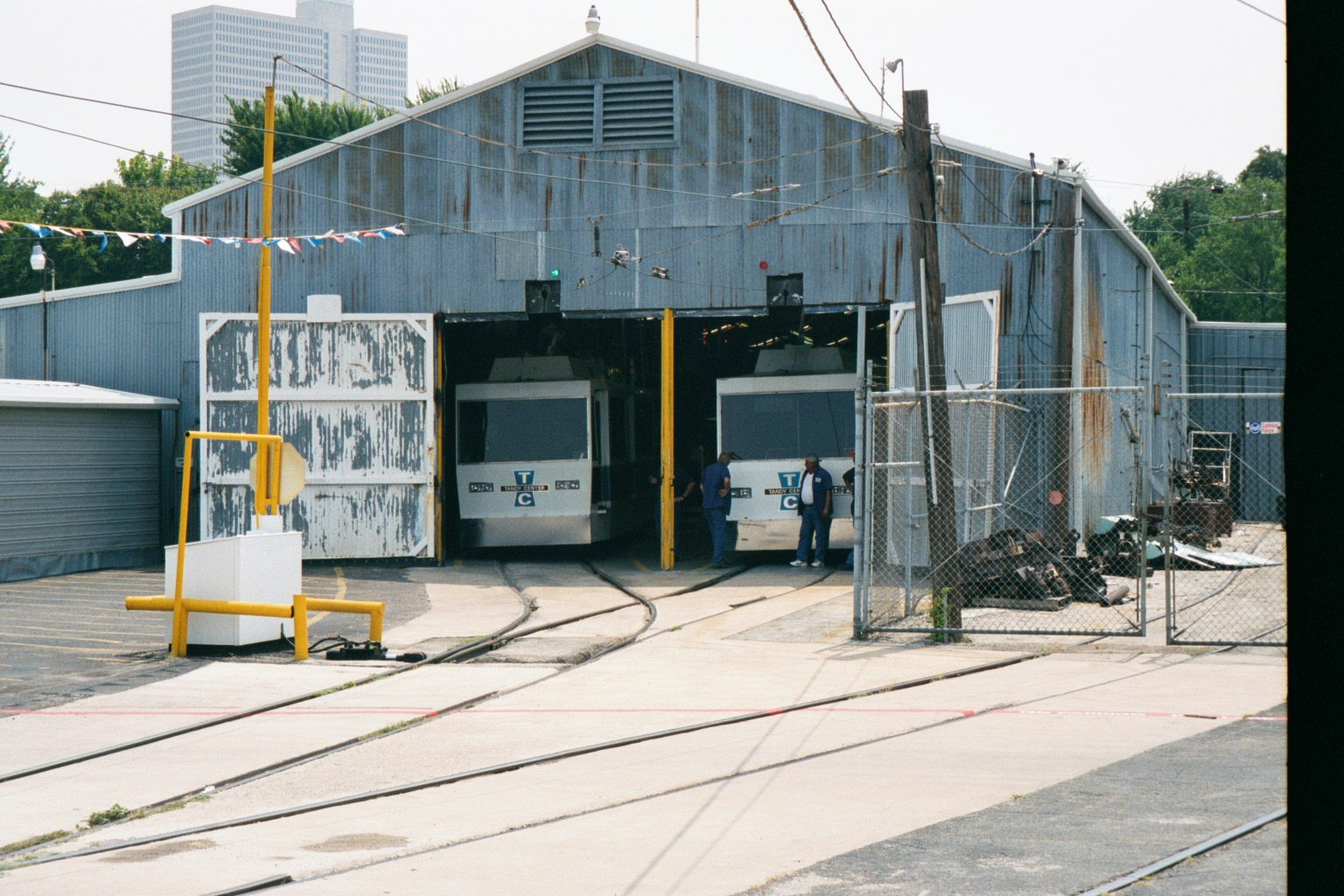
车库
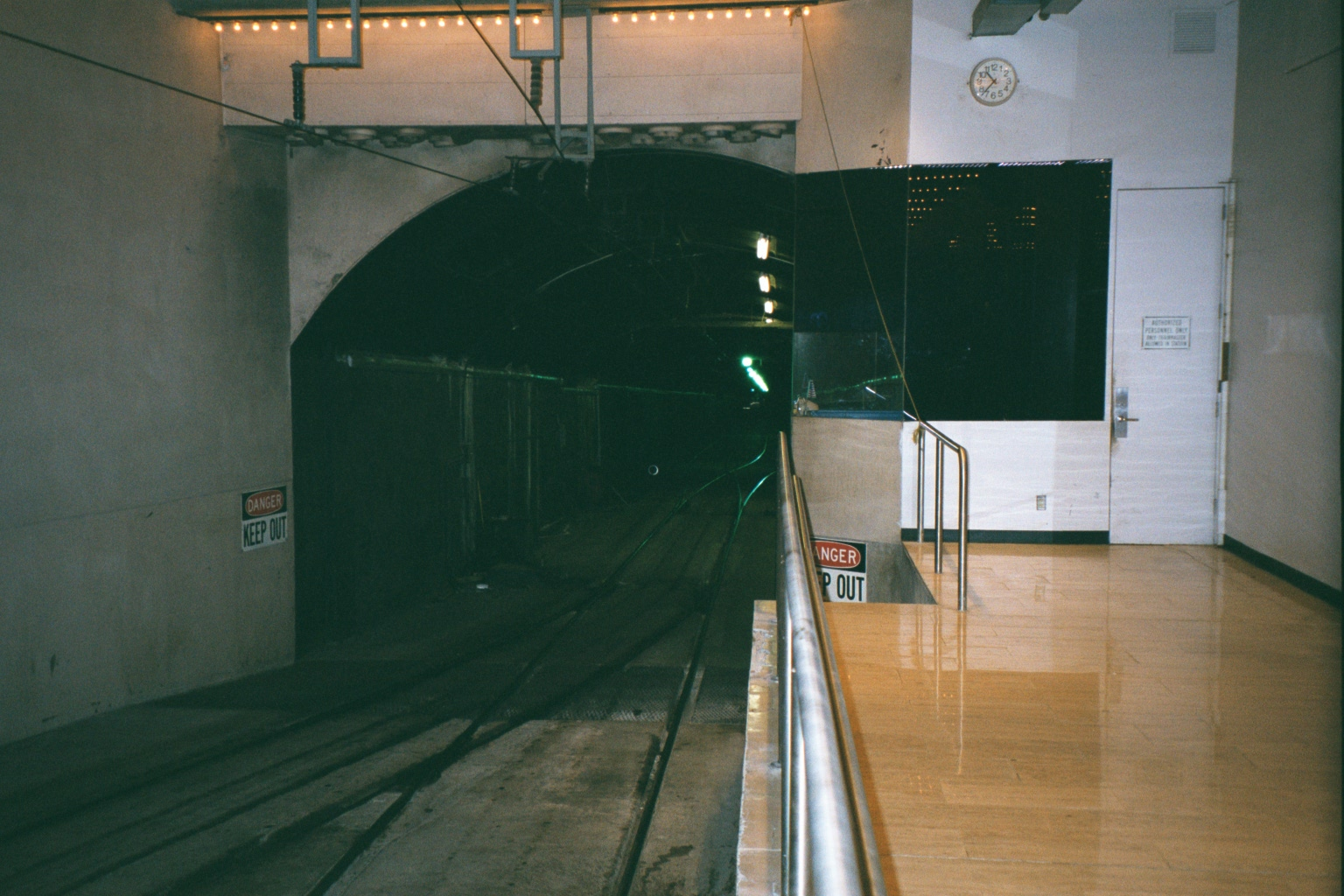
隧道
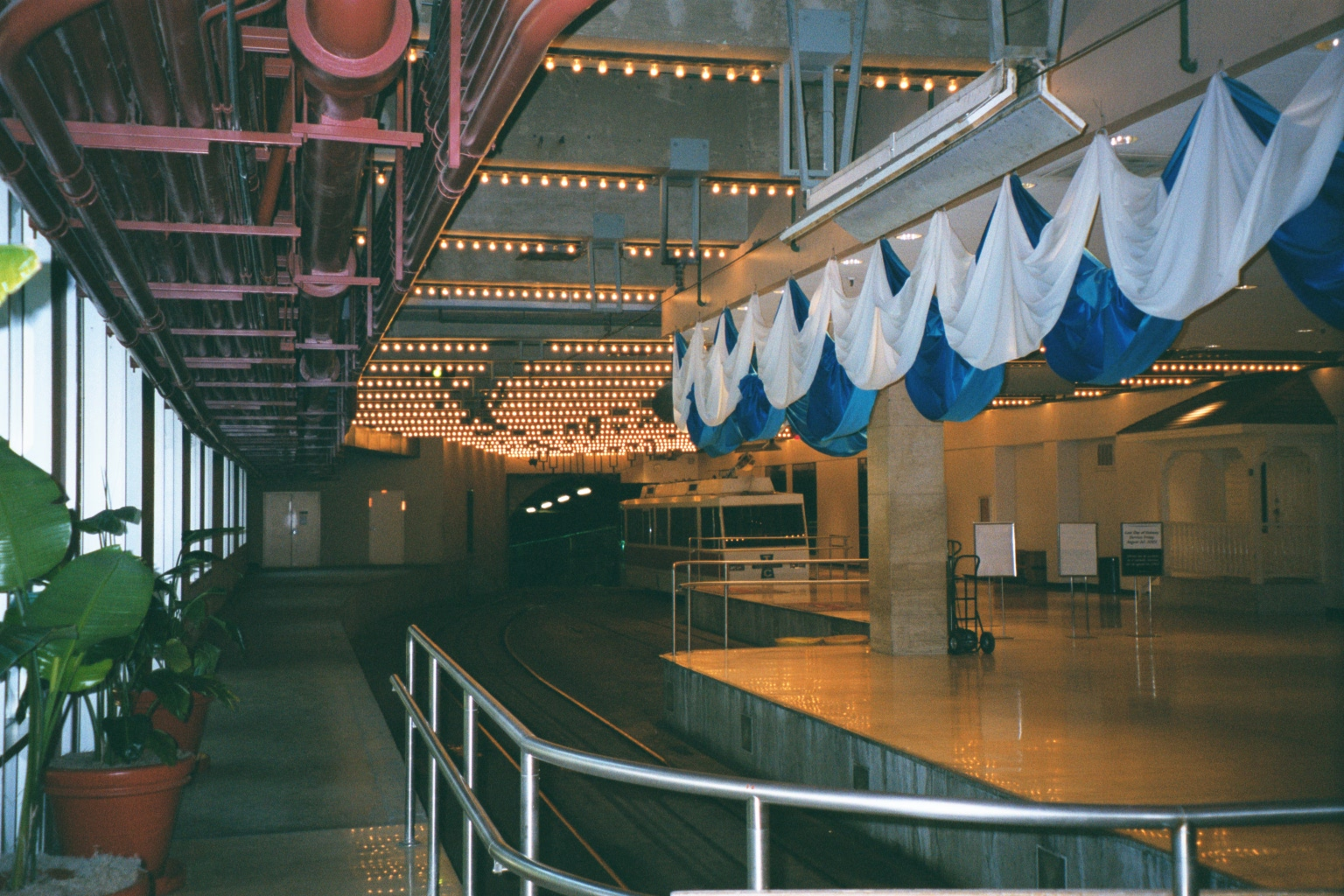
终点站
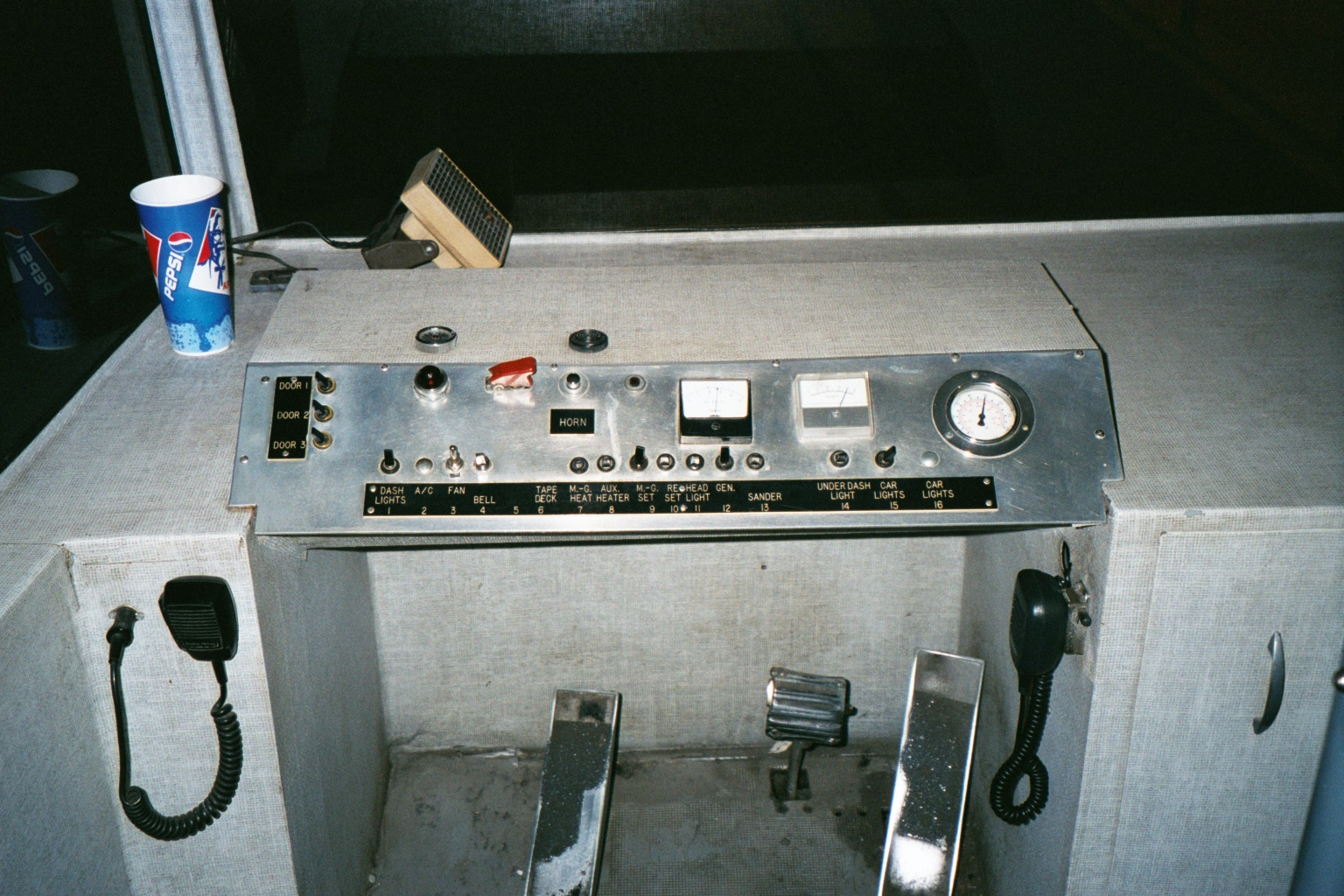
驾驶台
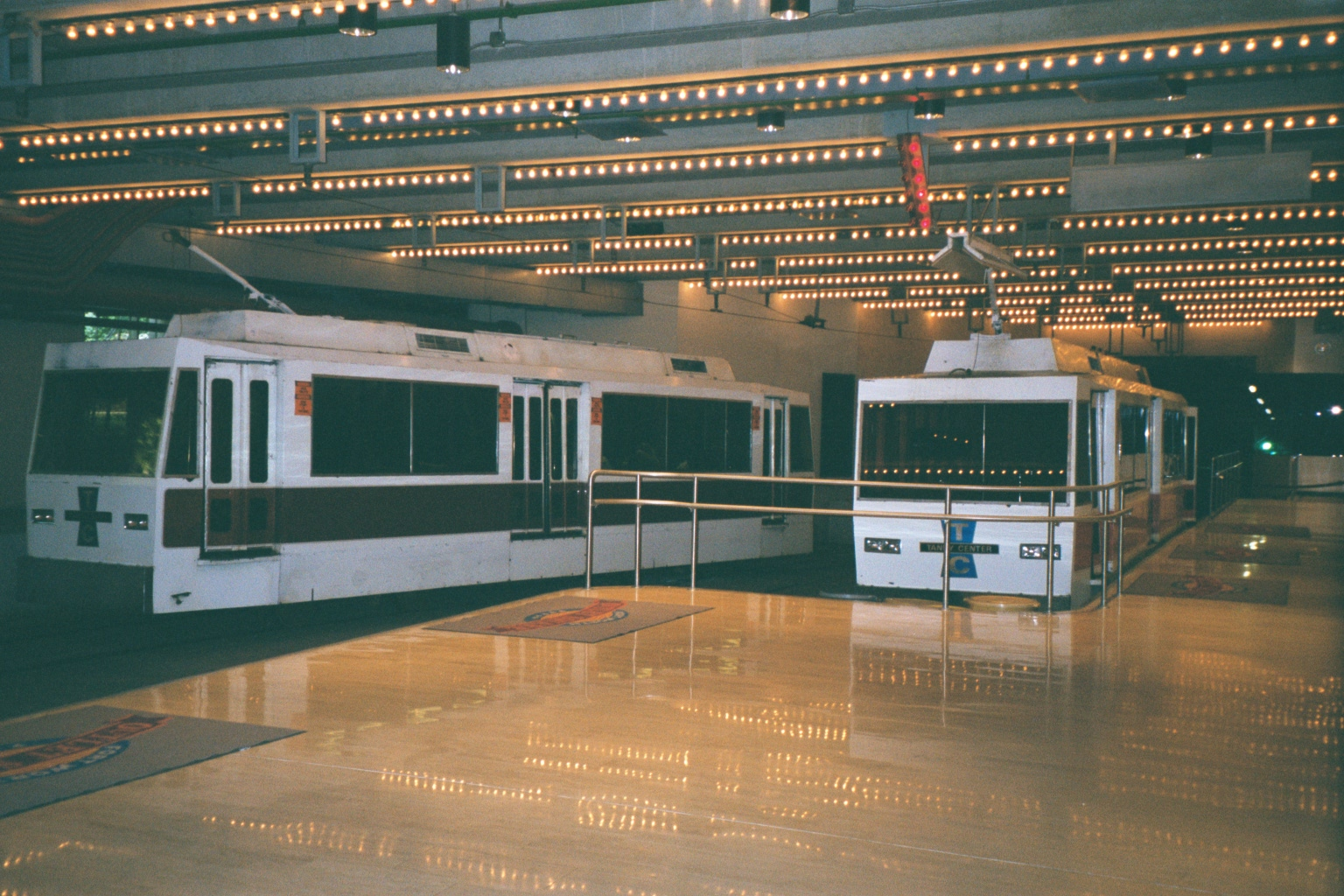
同时停靠终点站的两列车
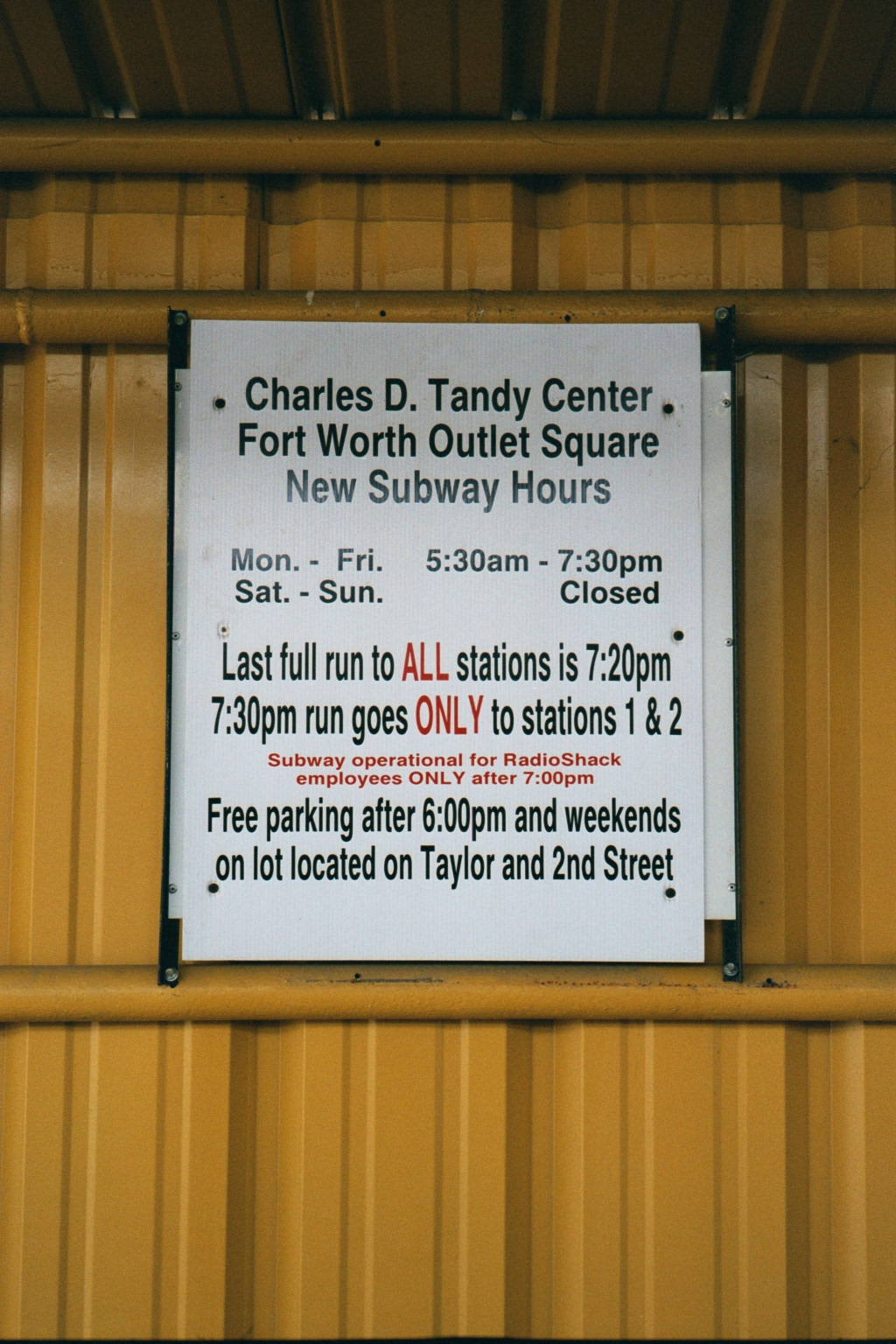
运营时间